# Noctuídeos
Noctuídeos (Noctuidae) é uma grande família de insetos da ordem Lepidoptera, abrangendo principalmente mariposas de médio porte. Já foi considerada a maior família dentro da ordem, até o momento em que algumas subfamílias importantes foram elevadas para o ranque de famílias separadas (como Erebidae e Lymantriidae). Atualmente, trata-se da segunda maior família dentro da superfamília Noctuoidea, contando mundialmente com quase 12 mil espécies, distribuídas por 16 subfamílias contendo quase 1100 diferentes gêneros. No Brasil, oficialmente constam 672 espécies registradas em 201 gêneros. São extremamente diversas em morfologia e biologia, incluindo espécies de cerca de 1 cm de envergadura (como na tribo Micronoctuini) até algumas com mais de 25 cm de envergadura, a exemplo da mariposa gigante imperador Thysania agrippina.
Por conta de sua diversidade e capacidade de adaptação ecológica, inclui numerosas espécies de importância agrícola, a exemplo da lagarta-militar Spodoptera frugiperda, da lagarta do milho Helicoverpa zea, da lagarta da soja Anticarsia gemmatalis, da falsa-medideira Pseudoplusia includens, da lagarta das maçãs Heliothis virescens e da lagarta-rosca Agrotis ipsilon. Em suma, a família Noctuidae concentra as maiores pragas dentre lagartas desfolhadoras de culturas agrícolas no Brasil.
Geralmente, as mariposas desta família apresentam coloração predominantemente cinza, parda ou amarelada, com tons rajados e manchados; as lagartas geralmente marrons ou esverdeadas. Alguns grupos apresentam lagartas e adultos com cores vistosas. Possuem ocelos bem visíveis e espirotromba bem desenvolvida, com antenas longas e filiformes ou serreadas. Asas com frénulo bem desenvolvido. Os palpos labiais são longos, estendendo-se até a metade da fronte ou mais.

## Agricultura
Muitas espécies de traças-das-corujas são consideradas um problema agrícola a nível mundial. As suas larvas são vulgarmente conhecidas como "percevejos" ou "lagartas" devido aos enormes enxames que todos os anos destroem culturas, jardins e pomares. O verme do coqueiro do Velho Mundo (Helicoverpa armigera) causa mais de 2 mil milhões de dólares em perdas para a agricultura todos os anos. Além disso, a traça variegada (Peridroma saucia) é descrita por muitos como uma das pragas mais nocivas dos produtos hortícolas.
Na África Ocidental, espécies como Busseola fusca, Heliocheilus albipunctella , Sesamia calamistis, Helicoverpa armigera e Spodoptera exceptiona são pragas importantes de culturas de base como o painço, o sorgo e o milho.
Sinais de uma infestação de traças:
- Manchas castanhas ou de desbaste que aparecem de um dia para o outro, especialmente em relvados recentemente plantados ou bem fertilizados.
- Lâminas de erva esqueletizadas, das quais apenas restam as veias após a alimentação.
- Aumento da atividade das aves no seu relvado, uma vez que se alimentam de minhocas.
- As lagartas, que podem ser vistas ao anoitecer ou ao amanhecer, são geralmente castanhas, verdes ou listradas, com uma marca distinta em forma de "Y" na cabeça.[10][11][12]

As lagartas são activas principalmente à noite, durante o dia levam um estilo de vida secreto. Distinguem-se três grupos ecológicos de lagartas: as que comem folhas, as que roem e as que se encontram no caule. A maioria predominante das traças é caracterizada pela alimentação das lagartas em plantas vasculares superiores, um pequeno número de espécies tem outros tipos de alimentação: em queda de plantas (detritofagia), líquenes (liquenofagia), musgos (musciofagia). 
As lagartas de algumas espécies (Eublemminae), juntamente com a nutrição vegetal, apresentam predação facultativa, alimentando-se de vermes e escudos (Coccoidea). 

## Subfamílias
- Acontiinae
- Acronictinae
- Aganainae
- Agaristinae
- Amphipyrinae
- Bagisarinae
- Bryophilinae
- Calpinae
- Catocalinae
- Cocytiinae
- Condicinae
- Cuculliinae
- Dilobinae
- Eucocytiinae
- Eustrotiinae
- Euteliinae
- Glottulinae
- Hadeninae
- Heliothinae
- Herminiinae
- Hypeninae
- Noctuinae
- Pantheinae
- Plusiinae
- Psaphidinae
- Stictopterinae
- Stiriinae
- Strepsimaninae
- Ufeinae